# فنتستیک پلاستیک ماشین (نوازنده)
فنتستیک پلاستیک ماشین (انگلیسی: Fantastic Plastic Machine؛ زادهٔ ۶ ژوئیهٔ ۱۹۶۶) موسیقی‌دان، دی‌جی اهل ژاپن است.